# Mitsubishi Lancer
Mitsubishi Lancer este o mașină compactă produsă de producătorul japonez Mitsubishi din 1973.
Lancerul a fost comercializat ca Colt Lancer, Dodge Colt, Plymouth Colt, Chrysler Valiant Lancer, Chrysler Lancer, Eagle Summit, Hindustan Lancer, Soueast Lioncel și Mitsubishi Mirage în diferite țări la diferite perioade, și a fost vândut ca Mitsubishi Galant Fortis în Japonia din 2007. De asemenea, a fost vândut sub numele de Mitsubishi Lancer Fortis în Taiwan, cu o facelift diferită de Galant Fortis. În Japonia, a fost vândut la un anumit lanț de retail numit Car Plaza.
Între introducerea sa în 1973 și 2008, au fost vândute peste șase milioane de unități. Potrivit Mitsubishi, au existat nouă generații de dezvoltare înaintea modelului actual.
Mitsubishi a încheiat producția Lancer în august 2017 în toată lumea, cu excepția Taiwanului și a Chinei continentale.

## Legături externe
- Site web oficial
- Mitsubishi Grand Lancer website Arhivat în 2 decembrie 2018, la Wayback Machine. (Taiwan Mitsubishi Motors)
- Mitsubishi Lancer official history from archive.org (archived 22 November 2004)